# Treballs de Sociolingüística Catalana
Treballs de Sociolingüística Catalana és una revista acadèmica fundada el 1977, que actua com a anuari de la Societat Catalana de Sociolingüística, filial de l'Institut d'Estudis Catalans. La revista ha mantingut el seu compromís de promoure i reflectir la recerca en sociolingüística en el sentit ampli i integrador propi dels territoris de llengua catalana.

## Objectius i temàtica
Treballs de Sociolingüística Catalana és una revista acadèmica dedicada a la publicació d'articles inèdits en diversos camps relacionats amb la sociolingüística. Aquesta revista abasta disciplines com la sociologia del llenguatge, l'antropologia lingüística, la variació lingüística, la psicologia social del llenguatge, la política i la planificació lingüístiques, així com el dret lingüístic i els processos de normalització lingüística dins l'àrea lingüística catalana. La revista serveix com una plataforma tant per a investigadors i especialistes en sociolingüística, com per a persones interessades en comprendre la situació sociolingüística dels territoris de parla catalana.

## Accés i indexació
El contingut de Treballs de Sociolingüística Catalana es pot accedir a través de la seva pàgina web oficial. Aquesta revista està indexada i avaluada en diverses bases de dades importants. En la classificació JCR (ESCI-WoS), ocupa el Quartil 4, mentre que en el sistema FECYT, es troba en el Quartil 3 (2022). A Dialnet métricas, ha assolit el Quartil 1 (2022) i té la màxima avaluació en el sistema CARHUS. A més, compta amb un índex d'impacte de 10 segons l'ICDS-MIAR.

## Història
Des de la seva fundació el 1976 fins al número 14/15 (2000), la revista va ser dirigida per Francesc Vallverdú i publicada per Editorial Tres i Quatre. El número 16 (2002) va ser co-dirigit per Francesc Vallverdú i Emili Boix. Des del número 17, Emili Boix va assumir la direcció de la revista fins el número 34 (2024), quan va cedir el càrrec a Natxo Sorolla, de la Universitat de Saragossa.

## Monografies destacades
Treballs de Sociolingüística Catalana ha dedicat diversos números a monografies temàtiques, com ara els aspectes sociolingüístics de la immigració extraeuropea (2000), llengua i societat al País Valencià (2002), l'ús oral del català (2003), la situació sociolingüística a les Illes Balears (2004) i a Andorra (2006), llengua i ensenyament (2010), la sociolingüística catalana, balanç i reptes de futur (2011), els usos lingüístics a Catalunya i l'àmbit juvenil (2012), la variació de la llengua catalana (2013), les ideologies lingüístiques (2014), l'avaluació de la normativa lingüística (2015), les llengües en les TIC (2016), la transmissió lingüística intergeneracional (2017), llengua i poder (2018), la llengua catalana i la mundialització (2019), trajectòries sociolingüístiques (2020), l'estandardologia comparada (2021) i l'avaluació de les polítiques lingüístiques (2022).